# Ramachandran Balasubramanian
Ramachandran Balasubramanian (Chennai, na época Madras, 15 de março de 1951) é um matemático indiano, que trabalha com teoria dos números e combinatória.
Balasubramanian estudou na Universidade de Madras, onde obteve o bacharelado em 1970 e o mestrado em 1972. Obteve um doutorado em 1979 no Tata Institute of Fundamental Research em Bombaim, orientado por Kanakanahalli Ramachandra, onde foi em 1983 reader, em 1985 professor associado e em 1990 professor. É desde 2000 diretor do Institute of Mathematical Sciences (IMS) em Chennai.
Foi palestrante plenário do Congresso Internacional de Matemáticos em Hyderabad (2010). Em 2003 recebeu a Ordem Nacional do Mérito da França, em 2006 recebeu o Padma Shri e em 1990 o Prêmio Shanti-Swarup-Bhatnagar de Ciências e Tecnologia. É fellow da American Mathematical Society.